# 熊貓小熊貓
《熊貓家族》（香港旧译，台湾旧译），是由高畑勳執導、宮崎駿負責劇本的作品。為東京電影新社的劇場用中編動畫作品。1972年12月17日上映。另外也被認為是「龍貓」的原型。熊貓小熊貓的日本原名意為大熊貓與小熊貓。
本片於1972年上映，該年中國將熊貓贈送給日本上野動物園，在日本引起一陣熊貓熱。
2000年1月1日，無綫電視翡翠台以《
友愛的天空》之名首播。2023年8月26日起則易名《熊貓家族》於SUPER Kids Channel播出。

## 概要
1972年（昭和47）作為中日友好一環的熊貓由中国送給東京的上野動物園並且引起國內的一陣熱潮，也因為這個契機而企畫了這部作品。
為了能將長襪子皮皮動畫化而從東映動畫跳槽到A製作公司的高畑勲・宮崎駿・小田部羊一三人，因為得不到原作者的授權而製作了這部原創作品。所以能在身為主角的「米米」身上看到長襪子皮皮的面貌。
當時的A製作公司還是東京電影新社的專屬外包公司、所以這個系列也由A製作公司倡議計劃與製作。
接著作為東宝冠軍節和『哥斯拉電撃戰』『怪獸之戰 大五郎VS歌利亞』同時上映。
隔年3月17日推出續集『熊貓家族 下雨的馬戲團』，然後2008年3月15日在澀谷的電影當歸等全国6間電影院同時上映『熊貓家族』和『熊貓家族 下雨的馬戲團』二部作品，作為東京電影新社首屈一指的動畫，到現在依然還是一部完全不會遜色的電影。

## 故事大綱
米米的奶奶為了參加葬禮於是暫時讓米米一個人在家。但在米米回家後卻發現家裡出現一隻能夠講人話的小熊貓胖胖，然後也出現了牠的父親‧爸爸熊貓。這對熊貓父子被米米家附近的竹筍所吸引過來。於是米米讓爸爸熊貓當自己的父親並且自己擔任胖胖的母親，二熊一人就這樣開始快樂地共同生活著。有一天，拜訪米米家的巡警驚覺她的家中有這對熊貓父子。實際上爸爸熊貓和胖胖是從動物園逃出來的。從巡警那邊聽到這事的動物園園長趕快過來米米家要把他們帶回去，但因為胖胖失蹤，於是改為搜尋牠的行蹤。沒想到找到時，胖胖竟然掉在河中。到底米米和爸爸熊貓能不能成功救出胖胖，然後再次回到二熊一人的快樂生活呢？

## 和龍貓的共通點
這部作品和之後的『龍貓』有許多的共通點，因此也被評為同作品的原型。以下是他們的共通點。
- 一開頭的爸爸熊貓和龍貓都是變形成電影標題。
- 在靜止畫面中都搭上了快樂的音樂。
- 故事以主角寫的信的形式來敘說。
- 作為故事舞台的車站「北秋津」，被認為是以現在的東村山市的西武池袋線秋津駅為原型（車站的構造和武藏野線新秋津車站的北秋津車站相似，不過本作在製作時武蔵野線尚未開通）。而作為「龍貓」舞台的東村山市秋津町被認為是以所沢市南部狹山丘陵以東兩公里的地域為原型。
- 爸爸熊貓／大龍貓都有著巨大、圓滾滾和毛絨絨的體格。
- 爸爸熊貓／大龍貓都有一張大嘴來呈現其壓迫感。在『熊貓家族』有著因此讓狗害怕而逃走的描寫。在『龍貓』中和梅相遇的場景裡則是有著精密描寫了龍貓的大嘴，在電影中相當的有迫力。因此也能確定爸爸熊貓／大龍貓有著怪物般的力量以及對小孩子很溫柔的性格。
- 爸爸熊貓／大龍貓在知識方面似乎都有著比較低劣的一面。爸爸熊貓講話的內容沒有所謂大人的口氣而且也不知道「公司」的意義，畫本也是反過來看。大龍貓則是無法理解人話而且也不知道雨傘的使用方法。
- 都有著快樂的洗衣風景。
- 都有就学前的兒童跟著過來學校的插話。
- 較小的孩子（胖胖／梅）遇到危機時，爸爸熊貓／大龍貓都有著彷彿超人般的表現來拯救他們。

## 工作人員
- 導演：高畑勳
- 原案 劇本 畫面設定：宮崎駿
- 作畫導演：大塚康生、小田部羊一
- 美術監督：福田尚朗
- 撮影監督：清水達正
- 音樂：佐藤允彦
- 原畫：河内日出夫、中村英一、近藤喜文、田中勉、青木悠三、本多敏行、本木久敏、北原健二、鈴木基司、宮崎駿、香西隆男、小泉謙二、村田耕一、荒木伸吾、才田俊次、山口泰宏、我妻宏
- 動畫：平田珠代、有原誠治、山田道代、福富博、春貴健二、上野惠、大竹伸一、堀江孝男、福原兼節、須田裕美子、千葉雅子、湊和良、本居武士、前田実、窪田正史、島田和義、高橋道子、田中知子、村田麻里子、後上義隆、菊地弘子、中村清、鈴木幸雄、原完治、品川丈夫、森本和枝、兒玉弘子、坂下優子
- 背景：現代制作集團
- 攝影：東京動漫電影
- 現像：東京現像所
- 編輯：井上和夫
- 錄音：田代敦巳
- 技術：東京工作室中心
- 效果：石田音組
- 制作進行：真田芳房、熊崎哲男
- 演出助手：向坪利次
- 結尾監督：山浦浩子
- 制作協力：A製作公司
- 制作：東京電影新社
- 主題歌：「咪咪醬和熊貓小熊貓」歌：水森亞土
- 挿入歌：「睡覺的熊貓」歌：水森亞土

## 配音員
| 配音員            | 配音員 | 配音員 | 角色（台灣譯名／香港譯名（日文原名）） |
| 日語              | 國語   | 粵語   | 角色（台灣譯名／香港譯名（日文原名）） |
| ----------------- | ------ | ------ | -------------------------------------- |
| 杉山佳壽子        | 林美秀 | 梁少霞 | 米米／美美（ミミ子）                   |
| 熊倉一雄          | 陳宗岳 | 林保全 | 爸爸熊貓（パパンダ）                   |
| 太田淑子 丸山裕子 | 雷碧文 | 沈小蘭 | 胖胖／小熊貓（パン）                   |
| 太田淑子          |        | 區瑞華 | ／小虎（トラちゃん）                   |
| 山田康雄          | 魏伯勤 | 蘇強文 | 巡邏警察（おまわりさん）               |
| 瀨能禮子          |        | 蔡惠萍 | 奶奶（おばあちゃん）                   |
| 峰恵研            |        | 張炳強 | 先生（先生）                           |
| 和田文夫          | 于正昇 | 陳曙光 | 動物園園長（動物園園長）               |
| 梶哲也            |        | 張炳強 | 雑貨屋的大叔（雑貨屋のおじさん）       |
| 丸山裕子          |        |        | 奈奈（ナナ）                           |
| 松金米子          |        |        | 加代（カヨ）                           |
| 山岡葉子          |        |        | 阿大（ダイ）                           |
| 市川治            |        |        | 被虐待的孩子（いじめっ子）             |
| 沼波輝枝          |        |        | 賣菜店的婆婆（八百屋のおばさん）       |

## 外部連結
- . 三鷹之森吉卜力美術館.   [2012-07-26]. （原始内容存档于2012-04-04） （中文）.
- .   [2012-07-26]. （原始内容存档于2020-05-25） （中文）.